# Gisborne (regione)
Gisborne, in māori Te Tai Rāwhiti, è una delle autorità unitarie della Nuova Zelanda, essendo infatti nel contempo un distretto e una regione neozelandese, accentrando entrambi i livelli di suddivisione amministrativa. Capoluogo dell'autorità unitaria è la città di Gisborne.
Il nome deriva dal segretario coloniale neozelandese William Gisborne.